# Вијетнамци
Вијетнамци (виј. người Việt) познатији и као Кин, аустроазијски народ који претежно живи у Вијетнаму, где чини око 86% становништва. Најраније забележено име за вијетнамски народ јесте Лак (виј. Lạc). Говоре вијетнамским језиком који спада у вијет-муонг групу аустроазијске породице језика. Њихова религија спаја махајана будизам са вијетнамском фолк религијом, а мањим делом су католички хришћани и хиндуисти. Вијетнамаца у дијаспори има око 4 милиона, а од тога највише у САД, Камбоџи, Француској, Канади и Аустралији.
Претпоставља се да Вијетнамци, као и остали аустроазијски народи, потичу из јужне Кине, као и аустронезијски и таи-кадаи народи. Сматра се да је прапостојбина свих аустроазијских народа била подручје реке Јангцекјанг (најдуже реке у Азији). Одатле су аустроазијска племена населила југоисточну Азију и делове данашње Индије и Индонезије. Стари Вијетнамци су живели на подручју северног Вијетнама и крајњег југа Кине. Из тих подручја су населили остале делове Вијетнама. Генетске анализе показују да су они монголоидни народ сродан народима јужне Кине (Хмонг) и осталим јужноазијским народима.
Вијетнамци говоре вијетнамским језиком који спада у вијет-муонг групу аустроазијске језичке породице. Вијетнамски језик је кроз историју усвајао многе речи из кинеског језика, а служио се и знаковним писмом, а данас искључиво латиницом. У 20. веку били су политички подељени између Северног Вијетнама и Јужног Вијетнама. Данас је Вијетнам република са социјалистичким друштвеним уређењем. Вијетнам је постао француска колонија у 19. веку.
Највећи вијетнамски град је Хо Ши Мин, а остали већи градови су Ханој и Хајфонг.